# Граф Голла — Янко
Граф Голла — Янко, також званий графом Голла — Янко — Велза, це 36-регулярний неорієнтований граф зі 100 вершинами і 1800 ребрами.
Граф має ранг 3 і є сильно регулярним графом з параметрами (100,36,14,12) і найбільшою коклікою розміру 10. Ця множина параметрів не унікальна, проте однозначно визначена параметрами як графу рангу 3. Граф Голла — Янко спочатку побудував Д. Велз для встановлення існування групи Голла — Янко як підгрупи індексу 2 його групи автоморфізмів.
Граф Голла — Янко можна побудувати з об'єктів U3(3), простої групи порядку 6048:
- В U3(3) є 36 простих максимальних підгруп порядку 168. Вони будуть вершинами підграфу, U3(3) графу. 168-підгрупа має 14 максимальних підгруп порядку 24, ізоморфних S4. Дві 168-підгрупи вважають суміжними, якщо вони перетинаються по 24-підгрупі. Граф U3(3) є строго регулярним графом з параметрами (36,14,4,6)
- Є 63 інволюції (елементів порядку 2). 168-підгрупа містить 21 інволюцію, які вважаються сусідами.
- Поза U3(3) нехай є 100-а вершина C, сусідами якої є 36 168-підгруп. 168-підгрупа тоді має 14 спільних сусідів з C і 1+14+21 сусідів усього.
- Інволюція міститься в 12 168-підгрупах. Вершина C і інволюція не суміжні, але мають 12 спільних сусідів.
- Дві інволюції вважаються суміжними, якщо вони генерують діедральну підгрупу порядку 8[4]. Інволюція має сусідами 24 інволюції.

Характеристичний многочлен графа Голла — Янко дорівнює {\displaystyle (x-36)(x-6)^{36}(x+4)^{63}}. Таким чином, граф Голла — Янко є цілим графом — його спектр складається лише з цілих чисел.